# Фугет, Альберто
Альберто Фугет (исп. Alberto Fuguet de Goyeneche; род. 7 марта 1964, Сантьяго) — чилийский писатель, журналист, кинорежиссёр и продюсер, один из лидеров литературного движения 1990-х годов «Новая чилийская проза».

## Биография
Предки — выходцы из Франции. До 11 лет жил с родителями в США. Окончил школу журналистики Чилийского университета. Выступил одним из составителей антологий Рассказы в наушниках (1993) и МакОндо (1996, гибрид Мак-Дональдса и Макондо из романа Г. Г. Маркеса «Сто лет одиночества»), объединивших авторов нового поколения в противостоянии писателям магического реализма. Преподает современную аудиовизуальную культуру в Университете Альберто Уртадо в Сантьяго.

## Творчество
В своих книгах и фильмах, во многом построенных на автобиографическом материале, обыгрывает образцы северо- и латиноамериканской массовой культуры.

## Произведения

### Романы
- Mala onda (1991)
- Перемотайте, пожалуйста/ Por favor rebobinar (1994)
- Красные чернила/ Tinta roja (1995)
- Киноленты моей жизни/ Las películas de mi vida (2003)
- Расследование/ Missing (Una investigación) (2010)
- Аэропорты/ Aeropuertos (2010)
- Cinépata (2012)

### Сборники новелл
- Передоз/ Sobredosis (1996)
- Вкратце/ Cortos (2004)

### Эссе
- La azarosa y sobreexpuesta vida de Enrique Alekán (1990)
- Apuntes autistas (2007)

### Комиксы
- Дорожная история/ Road Story (2007, первый чилийский комикс; по мотивам новелл сборника Cortos, художник — Гонсало Мартинес)

### Фильмы
- En un lugar de la noche (2000, сценарий)
- Муравьи-убийцы/ Las hormigas asesinas (2004)
- Сдаётся внаем/ Se arrienda (2005, сценарий в соавторстве с Франсиско Ортегой, режиссура; номинация на премию Золотой Колумб на фестивале латиноамериканского кино в Уэльве)
- Два часа/ 2 horas (2009)
- Велодром/ Velódromo (2010)
- Сельская музыка/ Música Campesina (2011)

## Признание
В 1999 журнал Time назвал Фугета в числе 50 наиболее значительных фигур Латинской Америки предстоящего столетия. Его проза переведена на английский, французский, немецкий, итальянский языки.